# COVID-19-Pandemie in Laos
Die COVID-19-Pandemie in Laos tritt als regionales Teilgeschehen des weltweiten Ausbruchs der Atemwegserkrankung COVID-19 auf und beruht auf Infektionen mit dem Ende 2019 neu aufgetretenen Virus SARS-CoV-2 aus der Familie der Coronaviren. Die COVID-19-Pandemie breitet sich seit Dezember 2019 von China ausgehend aus. Ab dem 11. März 2020 stufte die Weltgesundheitsorganisation (WHO) das Ausbruchsgeschehen des neuartigen Coronavirus als Pandemie ein.

## Verlauf
Am 24. März 2020 wurden die ersten beiden COVID-19-Fälle in Laos bestätigt. In den WHO-Situationsberichten tauchten diese beiden Fäll erstmals am 25. März 2020 auf.
Bis zum 9. April 2020 wurden von der WHO 15 COVID-19-Fälle in Laos bestätigt.
Am 10. Mai 2021, also rund 13 Monate nach dem ersten Infektionsfall, wurde der WHO der erste Todesfall gemeldet.

## Statistik
Die Fallzahlen entwickelten sich während der COVID-19-Pandemie in Laos wie folgt:

### Infektionen

Bestätigte Infizierte in Laos nach Daten der WHO. Oben kumuliert, unten Tageswerte

## Todesfälle

Bestätigte Todesfälle in Laos nach Daten der WHO. Oben kumuliert, unten Tageswerte